# Хакл, Дэвид
Дэвид Хакл (род. 7 февраля 1963 года, Торонто, Онтарио) — канадский режиссёр и художник-постановщик.

## Жизнь и карьера
Хакл был дизайнером по производству и вторым режиссёром фильмов «Пила 2», «Пила 3» и «Пила 4», а также «Рипо! Генетическая опера». В своё время он вёл переговоры, чтобы стать режиссёром фильма «Пила 4», но в итоге на эту должность вернулся Даррен Линн Боусман, снявший второй и третий фильмы серии. Позже стало известно, что Хакл будет режиссёром фильмов «Пила 5» и «Пила 6», но в итоге он снял только пятый фильм. В качестве будущих проектов Хакла называлась экранизация романа «Невеста мясника», также он снял фильм по сценарию Джеффа Рихера «Под угрозой исчезновения».

## Фильмография
- Война Мэри Силлиман (1994) (художественный руководитель)
- Джерри и Том (1998) (художник-постановщик)
- Ловушка для свингеров (2001) (художник-постановщик)
- Агенты (2001) (художник-постановщик)
- Киберпресс (2002) (художник-постановщик)
- Речник (2004) (художник-постановщик)
- Выкуп: История Стэна Туки Уильямса (2004) (художник-постановщик)
- Пила 2 (2005) (художник-постановщик)
- Волки-оборотни (2006) (художник-постановщик)
- Пила 3 (2006) (второй режиссёр / художник-постановщик)
- Пила 4 (2007) (второй режиссёр / художник-постановщик)
- Рипо! Генетическая опера (2008) (второй режиссёр / художник-постановщик)
- Викинги (2008) (художник-постановщик)
- Пила 5 (2008) (режиссёр)
- Роковая пятёрка (2009) (актёр)
- Гризли (2013) (режиссёр)
- На линии огня (2015) (режиссёр)
- Дочь Волка (2019) (режиссёр)